# Blauer und Goldener Stern

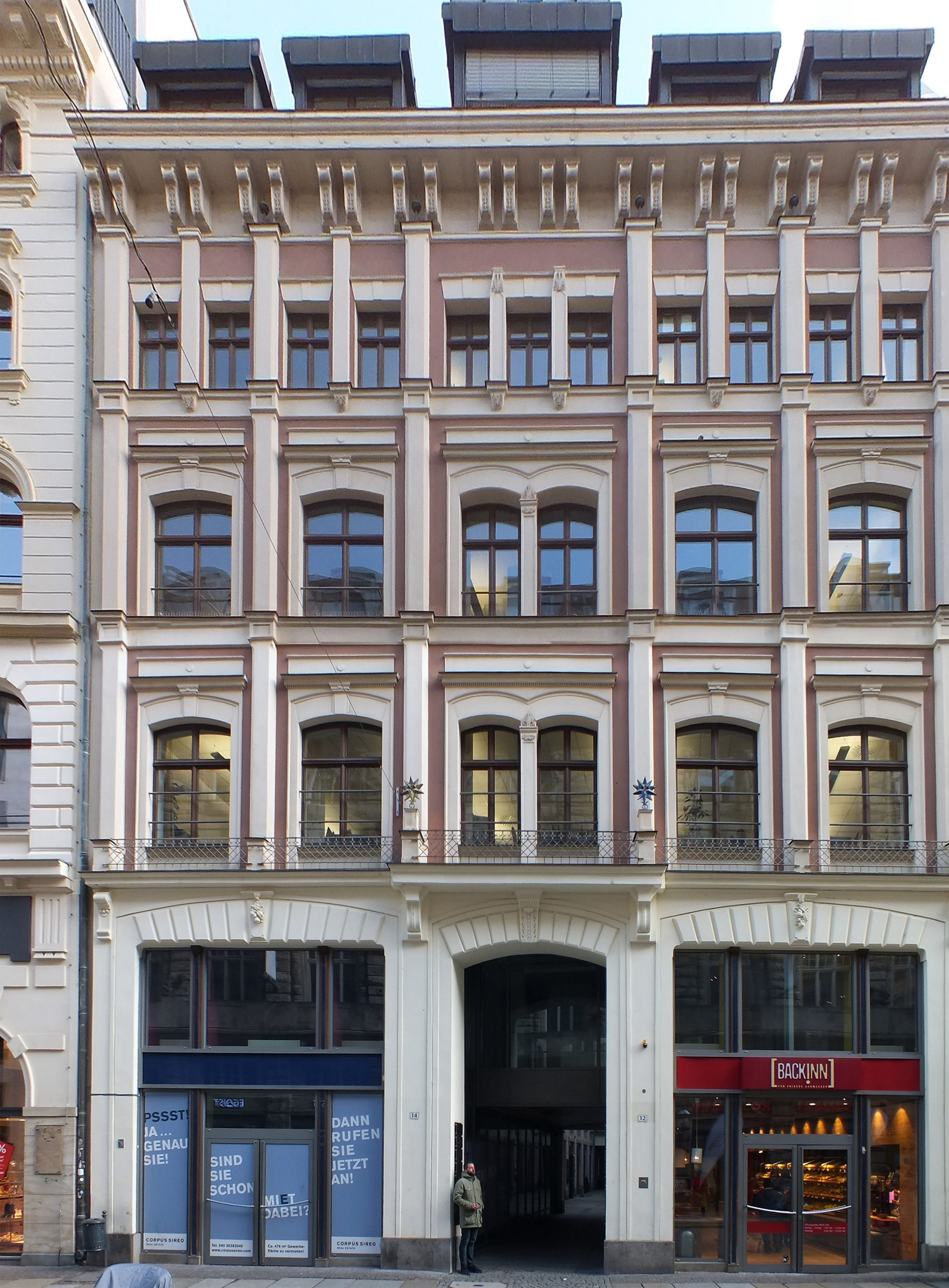
Blauer und Goldener Stern (2018)

Das Gebäude Blauer und Goldener Stern ist ein Wohn- und Geschäftshaus in der Innenstadt von Leipzig, Hainstraße 14. Durch das Haus und seinen Hof führt eine Passage zum Haus Katharinenstraße 17, das den Namen Kretschmanns Hof  trägt. Der Blaue und Goldene Stern steht unter Denkmalschutz.

## Geschichte
Bereits 1586 ist auf dem Grundstück Hainstraße 14 ein Gasthof Zum blauen Stern bekannt, dessen Name über verschiedene Variationen 1819 zu dem heutigen wurde. Das Haus in seiner jetzigen Form entstand um 1840 nach Plänen von Albert Geutebrück.
Nach der deutschen Wiedervereinigung wurde das Gebäude saniert. Anfang der 1990er Jahre gehörte der Blaue und Goldene Stern vorübergehend zum Leipziger Immobilienbesitz des Bauunternehmers Jürgen Schneider.

## Beschreibung

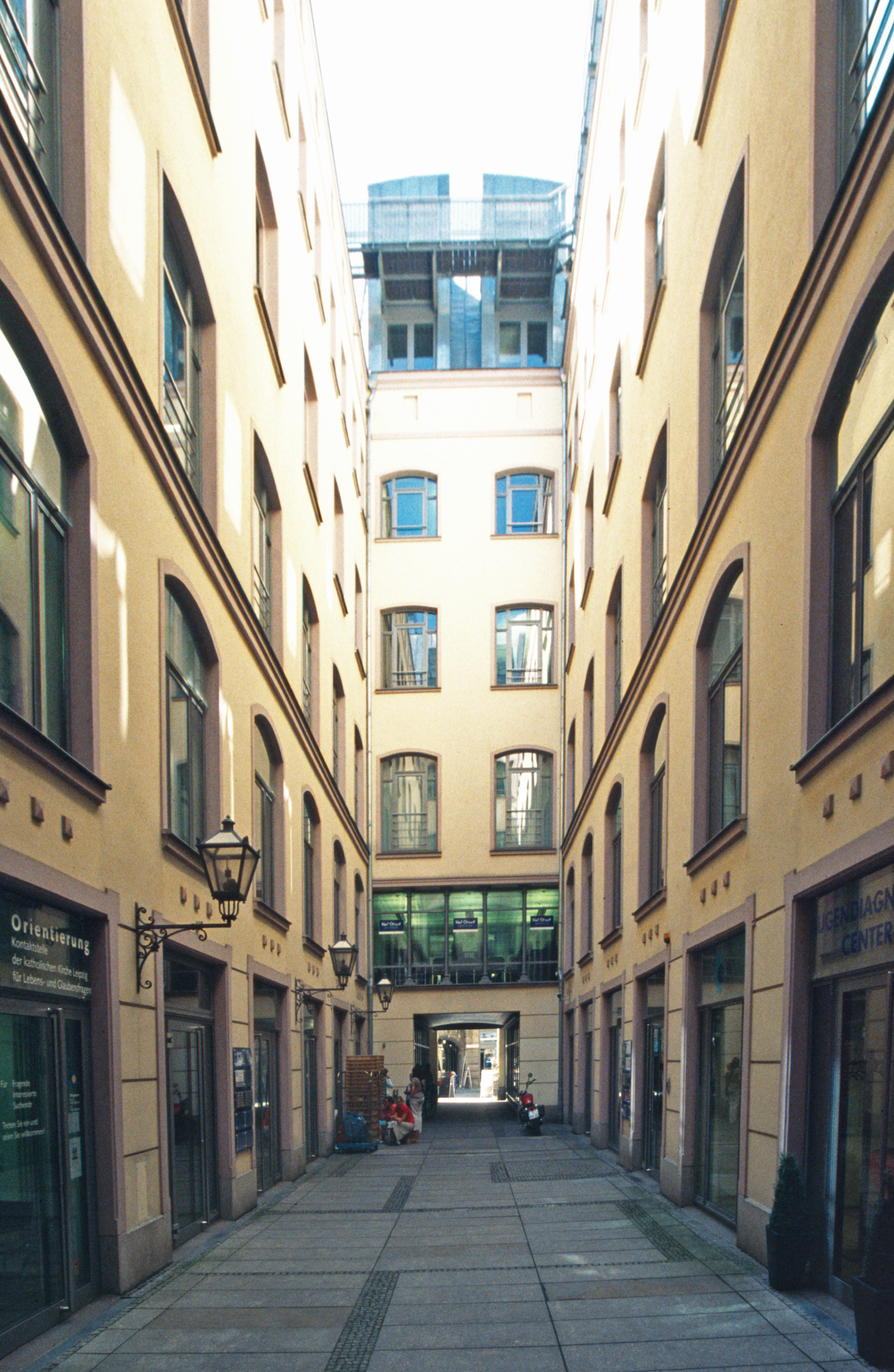
Der Hofbereich

Das Gesamtobjekt ist eine schmale Vierflügelanlage mit einem gegen den Straßenverlauf leicht abgewinkelten Hof. Das Vorderhaus besitzt über der optisch mit dem Erdgeschoss verbundenen Zwischenetage drei Obergeschosse. Die Straßenfront ist spätklassizistisch gestaltet. Sie ist in den oberen Etagen geschossweise durch Pilaster gegliedert. Kräftige Konsolen tragen das breite Traufgesims. Das Berliner Dach hat fünf Gauben und darüber eine Reihe Dachfenster. Der Name des Hauses ist am Balkongitter der ersten Etage durch einen blauen und einen goldenen Stern dargestellt.
Die Gebäude um den Hof sind fünfgeschossig. Hofseitig zeigt das Zwischengeschoss des Vorderhauses vier gusseiserne Säulen, die noch aus dem 19. Jahrhundert stammen.